# Alberto Bigon

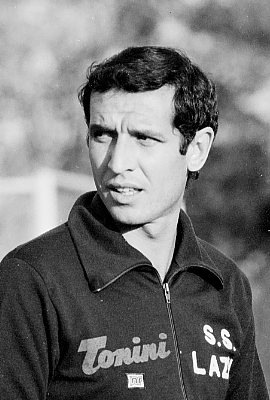
Alberto Bigon

Alberto „Albertino“ Bigon (* 31. Oktober 1947 in Padua) ist ein ehemaliger italienischer Fußballspieler und späterer -trainer. Als Aktiver spielte er die meiste Zeit seiner Karriere für den AC Mailand, mit dem er italienischer Meister und Europapokalsieger wurde. Als Trainer arbeitete Bigon unter anderem für die SSC Neapel, mit dem er 1990 den Scudetto gewann und im Jahr danach auch in der Supercoppa Italiana siegreich war.

## Spielerkarriere
Alberto Bigon begann mit dem Fußballspielen im Jahre 1964 bei Calcio Padova in seiner Heimatstadt Padua im Norden Italiens. Bei Padova spielte er in den folgenden drei Jahren bis 1967 in der zweitklassigen Serie B. In dieser Zeit machte er insgesamt 64 Ligaspiele für den Verein, wobei dem Mittelfeldspieler vierzehn Treffer gelangen. Im Sommer 1967 verließ Bigon Calcio Padova und schloss sich der SSC Neapel an, wo er jedoch nicht richtig zum Zuge kam und nur wenige Monate darauf im November 1967 an SPAL Ferrara verkauft wurde. Im Trikot von SPAL kam Bigon in der Saison 1967/68 noch auf vierzehn Einsätze, konnte den Abstieg des Vereins allerdings nicht verhindern. In der Folgesaison in der Serie B war er Teil der Mannschaft von SPAL Ferrara, die den direkten Durchmarsch von der ersten in die dritte Liga vollzog, ein Vorkommnis, von dem sich der lombardische Verein bis heute nicht richtig erholt hat.
Zur Saison 1969/70 wechselte Alberto Bigon erneut den Verein und spielte fortan für die US Foggia. Mit den Süditalienern schaffte er bereits in seiner ersten Saison den Aufstieg in die Serie A, nachdem in der zweithöchsten Liga der zweite Platz hinter dem FC Varese und vor Catania Calcio belegt wurde. Nach dem Aufstieg in die Serie A konnte sich Foggia in dieser nicht richtig etablieren und musste schon nach einer Saison wieder den Abstieg hinnehmen, woran auch das Mitwirken von Alberto Bigon, der in der Saison 1970/71 28 von dreißig möglichen Ligapartien absolvierte, nichts änderte. Nach dem Abstieg mit Foggia verlängerte sich der Vertrag von Alberto Bigon nicht und er ging in die Lombardei zur AC Mailand.
Beim AC Mailand konnte sich Alberto Bigon trotz großer Konkurrenz auch auf seiner Position durchsetzen und avancierte zum Stammspieler. In einer Mannschaft mit Spielern wie Gianni Rivera, Angelo Anquilletti oder Roberto Rosato gewann Bigon mit Milan in der Saison 1972/73 durch einen 1:0-Endspielsieg gegen den englischen Vertreter Leeds United im griechischen Thessaloniki den Europapokal der Pokalsieger, nachdem zuvor unter anderem Legia Warschau, Spartak Moskau und Sparta Prag besiegt wurden. Weiterhin gewann Bigon als Spieler des AC Mailand in den Jahren 1972, 1973 und 1977 dreimal die Coppa Italia, den italienischen Fußballpokal. Zwei Jahre nach dem letzten Pokalsieg konnte Alberto Bigon indes seinen größten Erfolg als Rossoneri feiern, als man in der Serie A 1978/79 den ersten Rang mit drei Punkten Vorsprung auf den Überraschungsvizemeister AC Perugia belegte und sich zum ersten Mal seit 1968 wieder zum italienischen Meister krönte. Doch der Erfolg des AC Mailand währte nicht lange. Als amtierender Meister musste man 1980 in die Serie B zwangsabsteigen, nachdem der Verein in den Totonero-Skandal, den ersten großen italienischen Fußballwettskandal, verwickelt war. Mitabsteiger war auch Lazio Rom, das als Hauptverdächtiger in diesem Skandal galt.
Zu eben jenem Verein wechselte Alberto Bigon zur Saison 1980/81, um den direkten Wiederaufstieg zu schaffen. Im Gegensatz zu seinem alten Verein AC Mailand hatte der Totonero-Skandal für Lazio Rom zur Folge, dass der Verein nahezu die gesamten Achtzigerjahre in der Serie B beziehungsweise in unteren Gefilden der Serie A zu finden war. Alberto Bigon kickte hierbei bis 1982 für Lazio Rom und konnte bis dahin nicht den Wiederaufstieg erreichen. Zur Saison 1982/83 schloss er sich dem mittlerweile bis in die dritte Liga abgerutschten ehemaligen Vizemeister Lanerossi Vicenza an, wo er bis 1984 weitere 57 Ligaspiele absolvierte und zweimal den Sprung in die Zweitklassigkeit relativ knapp verpasste. Nach Abschluss der Spielzeit 1983/84 hatte Alberto Bigons Karriere als aktiver Fußballspieler im Alter von 39 Jahren ein Ende. Noch im gleichen Jahr begann er seine Laufbahn als Fußballtrainer.

## Trainerkarriere

### Anfänge bei Conegliano, Reggina und Cesena
Direkt nach Ende seiner Laufbahn als aktiver Fußballspieler wurde Alberto Bigon vor der Saison 1984/85 Trainer des unterklassigen Vereins Union Conegliano San Vendemiano, einem Fünftligisten. Diesen betreute er zwei Jahre lang und erreichte in beiden Spielzeiten den Klassenerhalt im Campionato Interregionale, wie die heutige Serie D von 1981 bis 1992 hieß. Bei dieser Arbeit wurden die Späher des Drittligisten Reggina Calcio auf Alberto Bigon aufmerksam und er erhielt ein Angebot der Süditaliener. Zur Saison 1986/87 war Bigon dann Trainer von Reggina Calcio und erreichte mit dem Verein – er war der erste Coach nach einer Neugründung im Sommer 1986 – einen akzeptablen siebten Rang in der Serie C1.
Nach Ende der Spielzeit 1986/87 wurde Alberto Bigon neuer Coach bei der AC Cesena. Cesena war im Jahr zuvor als Tabellendritter der Serie B nach gewonnenen Aufstiegsplayoffs gegen die US Lecce und die US Cremonese in die Erstklassigkeit zurückgekehrt, nachdem der Verein zuvor vier Spielzeiten zweitklassig zu finden war. Nach dem Aufstieg konnte sich Cesena sofort in der Serie A festsetzen und erreichte unter Trainer Alberto Bigon in der Saison 1987/88 den neunten Tabellenplatz, was den sicheren Klassenerhalt zur Folge hatte. Dabei wusste Cesena vor allem gegen sehr gute Gegner zu überzeugen, man spielte gegen Juventus Turin, gegen Inter Mailand wie auch gegen die AC Mailand remis und besiegte sowohl Hellas Verona, Meister von 1985, als auch Sampdoria Genua. Über die gesamten Saison hinweg musste die Mannschaft von Alberto Bigon nur zwei Heimniederlagen hinnehmen. Jeweils 0:1 endeten die Partien gegen die SSC Neapel beziehungsweise gegen Pescara Calcio. Auswärts war die Bilanz des Aufsteigers jedoch ungleich schlechter, es sprangen nur zwei Siege – bezeichnenderweise gegen Juventus Turin und Hellas Verona – heraus. In der Folgesaison zeigte sich ein ähnliches Bild, als Cesena nicht ein einziges Auswärtsspiel siegreich gestalten konnte und alle acht Saisonsiege im heimischen Stadio Dino Manuzzi einfuhr, am Ende aber dennoch mit Platz dreizehn die Klasse hielt.

### Erfolgreiche Zeit beim SSC Neapel
Unter Trainer Ottavio Bianchi hatte die SSC Neapel in der zweiten Hälfte der Achtzigerjahre die erfolgreichste Zeit der Vereinsgeschichte bis heute. Il Napoli di Maradona, wie die Mannschaft um Spielgestalter und Publikumsliebling Diego Maradona, den Brasilianer Careca und den italienischen Angreifer Andrea Carnevale genannt wurde, erreichte unter Bianchi im Jahre 1987 zum ersten Mal in der Vereinsgeschichte den Gewinn des Scudetto. Zwei Jahre darauf konnte man zudem den UEFA-Pokal in die Metropole am Fuß des Vesuv holen, nachdem im Endspiel der deutsche Vertreter VfB Stuttgart bezwungen wurde. Nach dem Titelgewinn im UEFA-Pokal endete auch die Ära Ottavio Bianchis in Neapel, er wurde durch Alberto Bigon ersetzt. Auch unter dem neuen Cheftrainer zeigte sich die Mannschaft des SSC Neapel sehr erfolgreich und es gelang bereits in Bigons erster Spielzeit als Napoli-Trainer der Sieg in der Serie A. Die Saison 1989/90 wurde auf dem ersten Platz mit zwei Punkten Vorsprung auf den AC Mailand beendet. Wenig später gelang dem SSC im heimischen Stadio San Paolo ein spektakulärer 5:1-Erfolg gegen Pokalsieger Juventus Turin, wodurch die Mannschaft am ersten September 1990 auch noch den italienischen Superpokal gewann.
Die Spielzeit 1989/90 bildete den Höhepunkt der erfolgreichen Zeit des SSC Neapel, danach ging es für den Verein stetig bergab. Während man in der Serie A 1990/91 nur Achter wurde, musste der unumstrittene Star der Mannschaft, Diego Maradona, am 17. März 1991 nach einem Ligaspiel gegen Sampdoria Genua aufgrund von Drogenproblemen und dem Nachweis von Kokaingebrauch aus Neapel fliehen, um einer Bestrafung zu entgehen. Nach Maradonas Abschied wurde bekannt, dass der SSC Neapel in starken finanziellen Schwierigkeiten steckte, was in der Folge zu einer starken Verschlechterung der wirtschaftlichen und sportlichen Lage führte. Schließlich musste der Verein 1998 in die Serie B absteigen. Nach einigen weiteren Jahren folgte 2004 der Konkurs des SSC Neapel und die Neugründung sowie der Kauf durch den Filmregisseur Aurelio De Laurentiis, der Napoli zurück in die oberen Bereiche der Serie A führen konnte.
Alberto Bigon erlebte all dies nicht mehr als Coach des SSC Neapel. Er verließ die Kampanier nach dem Ende der erfolglosen Spielzeit 1990/91, um sich der US Lecce, ebenfalls aus Italiens Süden, anzuschließen. Er wurde in Neapel durch Claudio Ranieri, später erfolgreicher Trainer in Florenz, Valencia und beim FC Chelsea, allerdings in Neapel ohne nennenswerte Erfolge, abgelöst.

### Arbeit in Lecce, Udine und Ascoli Piceno
Im Sommer 1991 übernahm Alberto Bigon das Traineramt beim Zweitligisten US Lecce. Diesen Verein, der in den vorherigen Jahren bereits einige Male erstklassig gespielt hatte, betreute er ein Jahr lang. Die Saison 1991/92 in der Serie B schloss die Mannschaft von Alberto Bigon nur auf einem enttäuschenden zehnten Tabellenplatz ab, was nicht den Ansprüchen der Klubführung entsprach. Den Aufstieg in die Serie A schafften indes Brescia Calcio, Pescara Calcio, Ancona Calcio sowie Udinese Calcio.
Zu eben jenem Verein wechselte Alberto Bigon im Jahre 1992 und wurde damit Nachfolger von Aufstiegstrainer Franco Scoglio, der zur AS Lucchese Libertas gegangen war. Als Coach von Udinese arbeitete Alberto Bigon durchaus mit Erfolg und schaffte in der Serie A 1992/93 den Klassenerhalt. Es wurde der vierzehnte Platz belegt, punktgleich mit den ersten beiden Absteigern Brescia Calcio und AC Florenz. Einzig das um zwei Tore gegenüber Brescia bessere Tordifferenz rette Udinese. Trotz des gelungenen Klassenerhalts verließ Alberto Bigon Udinese Calcio nach Ende des Spieljahres 1992/93. Er war in der Folge zwei Jahre arbeitslos. Im Frühjahr 1995 erhielt er ein Angebot von Ascoli Calcio, das sich in der zweitklassigen Serie B in akuter Abstiegsgefahr befunden hatte und Trainer Angelo Orazi entlassen hatte. Doch auch unter Alberto Bigon trat keine Leistungssteigerung ein, dieser wurde durch Mario Colautti, den vierten Trainer von Ascoli Piceno in dieser Saison, abgelöst, der den Abstieg in die Serie C1 aber auch nicht mehr verhindern konnte.

### Coach in der Schweiz und Rückkehr nach Italien
Im Sommer 1996 wurde bekannt, dass Alberto Bigon der neue Trainer des Schweizer Erstligisten FC Sion werden würde. In Sion arbeitete er ähnlich erfolgreich wie einst beim SSC Neapel und konnte mit dem relativ kleinen Verein, der in seiner vorherigen Vereinsgeschichte nur einmal 1992 die Schweizer Fußballmeisterschaft gewonnen hatte, ebendiese in der Spielzeit 1996/97 erringen. In der Nationalliga A belegte die Mannschaft von Alberto Bigon den ersten Platz nach Ende der Nationalliga-A-Finalrunde um die Meisterschaft mit drei Punkten Vorsprung auf Neuchâtel Xamax, nachdem man nach dem Ende der regulären Saison, das heißt nach den 22 Spieltagen der Nationalliga A, noch auf drei mit sieben Zählern hinter Neuchâtel rangiert hatte. Auch sehr erfolgreich spielte die Mannschaft des FC Sion im Schweizer Cup der Saison 1996/97. So gewann Alberto Bigons Team das Endspiel gegen den FC Luzern mit 5:4 im Elfmeterschießen, nachdem es nach Ablauf der regulären Spielzeit 3:3-Unentschieden gestanden hatte. Bereits in den beiden Jahren zuvor hatte der FC Sion den Pokalwettbewerb der Schweiz gewonnen, was bedeutete das der Verein in der Saison 1996/97 auch am Europapokal der Pokalsieger teilnahm. Hierbei erreichte das Team die zweite Runde, wo man am englischen Vertreter FC Liverpool mit 1:2 im heimischen Stade de Tourbillon und mit 3:6 an der Anfield Road verlor und ausschied.
Mit den vielen Erfolgen, die Alberto Bigon als Trainer des FC Sion errang, wurde er auch für Vereine aus seiner italienischen Heimat interessanter. So bekam er im September 1997 ein Angebot des AC Perugia, einem umbrischen Traditionsvereins, der in der Saison 1997/98 in der zweitklassigen Serie B zu finden war. Dem AC Perugia verhalf er zum Aufstieg in die Serie A, auch wenn er im Laufe der Saison nach einer Serie von schlechten Ergebnissen entlassen und durch Ilario Castagner ersetzt, der den Aufstieg mit Perugia vollendete, nachdem die Playoffs siegreich gegen Torino Calcio gewonnen wurden.

### Piräus, Sion und Interblock Ljubljana
Ein anderthalbes Jahr nach seiner Entlassung in Perugia übernahm Alberto Bigon im November 1999 das Traineramt bei Olympiakos Piräus in Griechenland. Er arbeitete beim griechischen Rekordmeister jedoch nicht sehr lange und wurde am zehnten April 2000 von seinen Aufgaben entbunden und durch Ioannis Matzourakis abgelöst. Die Entlassung von Alberto Bigon kam für viele Betrachter überraschend, da Olympiakos unter dessen Regie auf dem ersten Platz in der griechischen Liga mit einem Punkt vor Panathinaikos Athen rangierte. Sein Nachfolger holte in den verbleibenden acht Ligaspielen alle 24 möglichen Punkte und führte das Team zur Meisterschaft.
In den folgenden sieben Jahren übte Alberto Bigon nicht den Beruf des Fußballtrainers aus. Erst im Februar 2007 kehrte er an die Seitenlinie zurück und übernahm das Traineramt beim FC Sion in Nachfolge von Pierre-Albert Chapuisat. Bigon verhalf dem FC Sion zum Erreichen des dritten Tabellenranges in der Schweizer Super League, was die Promotion für den UEFA-Pokal bedeutete. In der darauffolgenden Saison konnte Alberto Bigon die Erwartungen von Klubpräsident Christian Constantin, der Bigon bei seinem ersten Engagement in Sion trotz dem Gewinn des Doubles entlassen hatte, nicht mehr erfüllen und wurde am dreizehnten Dezember 2007 von seinen Aufgaben als Coach der ersten Mannschaft des FC Sion entbunden. Bigons Nachfolger wurde der Schweizer Charly Roessli.
Der bis heute letzte Arbeitgeber von Alberto Bigon als Trainer war der slowenische Erstligist Interblock Ljubljana, der Bigon im August 2008 unter Vertrag nahm. Doch die Arbeitszeit des Italieners in Ljubljana betrug nur wenige Monate, er trat im September des gleichen Jahres aufgrund von Differenzen mit dem Vorstand bezüglich der Personalpolitik zurück. Danach zog er sich ins Privatleben zurück und übernahm keine weiteren Vereine aus Trainer.

## Erfolge

### Als Spieler
- Italienischer Meister: 1978/79
- Italienischer Pokalsieger: 1971/72, 1972/73, 1976/77
- Europapokalsieger der Pokalsieger: 1972/73

### Als Trainer
- Italienischer Meister: 1989/90
- Italienischer Supercupsieger: 1990
- Schweizer Meister: 1996/97
- Schweizer Cupsieger: 1996/97
- Slowenischer Pokalsieger: 2008/09